# Boterzuurbacterie
Boterzuurbacteriën zijn anaerobe bacteriën behorend tot de soorten Clostridium tyrobutyricum en Clostridium butyricum.
Ze komen voor in graskuilen en maiskuilen, vooral als die te warm geworden zijn; het kuilgras en de snijmais gaan dan verrotten en ruiken dan naar boterzuur.
Bij de traditionele verwerking van vlas tot linnen heet dit rottingsproces roten en was het noodzakelijk om de linnenstrengen uit de vlasstengel vrij te maken. De boterzuurbacteriën konden daarbij vlaskoorts veroorzaken.
Bij de kaasbereiding kunnen sporen van boterzuurbacteriën problemen geven, omdat ze bij de pasteurisatie niet gedood worden, en door de boterzuurbacteriën zogenaamde ‘knijpers’ met een sterk afwijkende geur en smaak ontstaan, waardoor de kaas onverkoopbaar wordt.